# Mouvement de grève des nettoyeurs du métro parisien
Le mouvement de grève des nettoyeurs du métro parisien de 1980 est une grève ayant abouti à l'amélioration du travail des personnes chargées du nettoyage du métro de Paris, en grande majorité immigrées.

## Contexte
En 1977, 1 800 personnes travaillent au nettoyage du métro de Paris, répartis entre six entreprises de sous-traitance. Quelques-unes cherchent à se syndiquer à la CFDT-RATP, alors qu'elles ne sont pas à proprement parler salariées de la Régie autonome des transports parisiens (RATP). Le syndicat accepte toutefois et se montre un soutien actif et de confiance : obtention en 1977, via une grève, que tous les salaires soient au moins au niveau du salaire minimum interprofessionnel de croissance (SMIC) ; résolution de nombreux conflits particuliers à chacune des six entreprises, où une dimension raciste vient souvent s'ajouter aux relations patron/salariés. D'après le syndicat, il n'impose pas, toutefois, son agenda propre : par exemple, les premières assemblées générales, organisées à la Bourse du travail, sont réservées uniquement aux travailleurs chargés du nettoyage.  Pour Assane Ba, au contraire, le délégué syndical était « furieux » de l'auto-organisation des grévistes maliens, en particulier du fait qu'il ait été invité par ceux-ci au meeting central des travailleurs du métro en mai 1977 sans l'aval du syndicat.
La RATP réagit en multipliant les entreprises de sous-traitance : elles passent de six à douze. Ceci a pour but d'isoler les salariés, ainsi que de maintenir une pression sur leurs revenus : en effet, ceux-ci changent régulièrement d'entreprise, réalisant le même travail, mais perdant leur ancienneté, primes, et congés.

## Déroulé et image du mouvement dans les médias
Lors de l'assemblée de délégués syndicaux du 18 mars 1980, un futur plan de licenciement est évoqué  La CFDT craint que ce seul motif soit peu mobilisant : il est ainsi décidé de commencer une grève le 20 mars, couplant la revendication du maintien des postes et celle de la revalorisation salariale. C'est un succès ; la grève est particulièrement suivie. Au bout d'une semaine, les politiques, tels que Jacques Chirac, alors maire de Paris, prennent publiquement position contre la grève et envoient même les Compagnies républicaines de sécurité (CRS) dégager les piquets. Le syndicat, pour protéger les grévistes arrêtés et éviter qu'ils ne soient victimes des politiques anti-immigrés de l'époque, donne pour consigne à ses militants de se faire arrêter avec eux. Une solidarité matérielle est aussi mise en place, d'abord informelle sous forme de distribution de nourriture, puis, à partir du 20 avril, de distribution d'argent ; des courriers sont même envoyés aux maires des villes où logent les grévistes pour demander la gratuité des cantines scolaires et des délais des paiements des loyers. 
Si les médias reprennent initialement les argumentaires patronaux, ceux-ci nuancent leurs discours après la publication d'un dossier de presse par la CFDT. Le journal d'extrême-droite Minute soutient la grève en occultant que les grévistes sont immigrés.
Les négociations s'ouvrent dans la journée du 30 avril et se concluent dans la nuit.

## Résultats
Les grévistes obtiennent l'affiliation à la convention collective de travail de la manutention ferroviaire, ce qui augmente les plus bas salaires et permet aux personnes de travailler sur un lieu donné fixe plutôt que variable, empêchant ainsi la perte de leur ancienneté, primes, et congés. Ils obtiennent également de meilleurs vêtements de travail, notamment des gants et de meilleurs vestiaires. Une clause, assez inédite, prévoit la possibilité de prendre des congés de six mois tous les deux ans, permettant ainsi de nombreux retours dans les pays d'origines des salariés, dont un mois payé. Enfin, et cette clause a longtemps été tenue secrète par les syndicats, les quarante jours de grève sont rémunérés.